# Paul Westhead
Nota: Não confundir com Paul Westphal
Paul Westhead (21 de fevereiro de 1939, em Filadélfia, Pensilvânia) foi um assistente de treinador de basquetebol dos Oklahoma City Thunder na NBA e um antigo treinador da NBA, NCAA e da WNBA. Ele foi treinador de três equipes da NBA, bem como a equipe masculina de basquete da Loyola Marymount University durante a época de maior glória da equipe de basquete da escola. Westhead é conhecido pelo seu estilo heterodoxo e "run-and-gun". Ele participou da Saint Joseph University.